# Kalendarium historii Hamburga
Kalendarium przedstawia wydarzenia ułożone w sposób chronologiczny, poczynając od IX wieku aż po czasy współczesne.

## Zarys chronologiczny
- 810 - Karol Wielki wybudował kościół na terenie dzisiejszego Hamburga
- 831 - powstało Arcybiskupstwo Hamburg
- 831-865 - Ansgar arcybiskupem Hamburga
- 845 - Hamburg spalony został przez Duńczyków
- 983 - Hamburg zdobyty i spalony przez Obodrytów pod wodzą Mściwoja
- 1189 7 maja -"Freibrief" od cesarza Barbarossy, zezwolenie na handel wolny od cła
- 1201 - miasto zajęte przez Danię
- 1227 22 lipca - Bitwa pod Bornhöved
- 1321 - Hamburg zostaje członkiem Hanzy
- 1329 - ukończenie budowy i konsekracja Katedry Mariackiej

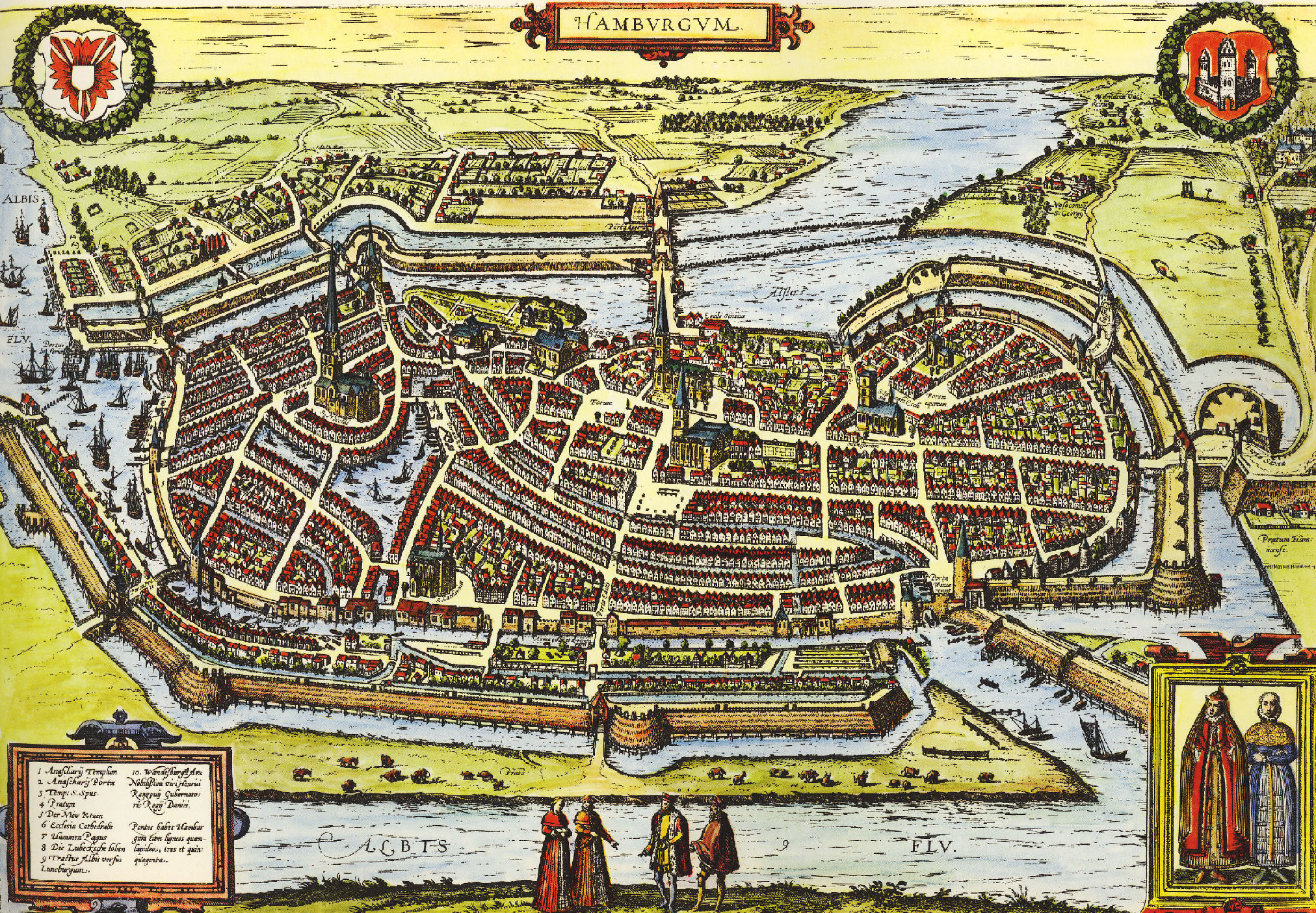
Hamburg w XVI w.

- 1401 - Klaus Störtebeker zostaje ścięty w Hamburgu
- 1529 - rozpowszechnienie reformacji kościelnej przez Bugenhagena
- 1558 - założona została giełda hamburska
- 1618 - wolne miasto Rzeszy (niem. Kaiserlich freye Reichsstadt)
- 1686 - Hamburg oblegany przez Duńczyków
- 1713 - Dżuma w Hamburgu
- 1717 - powódź w wigilię
- 1718–1721 - budowa kościoła św. Józefa

- 1762 - miasto zdobyli Duńczycy

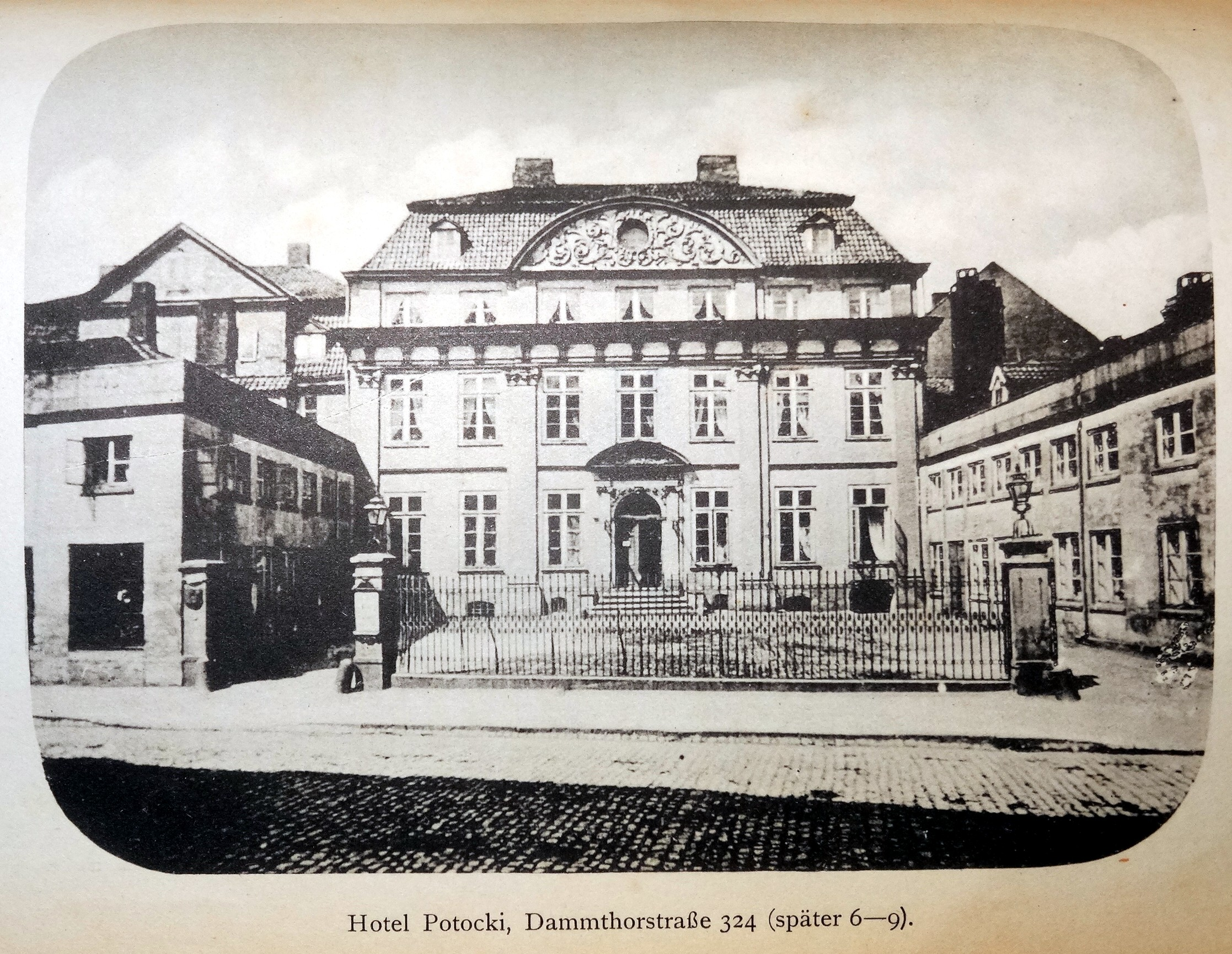
Pałac Potockich

- 1768 - Dania uznała Hamburg jako wolne miasto cesarstwa
- 1793–1794 - budowa Pałacu Potockich, w którym po opuszczeniu Polski zamieszkali Stanisław Szczęsny Potocki z Zofią
- 1806 - wojska francuskie wkroczyły do Hamburga
- 1811 1 stycznia - Hamburg został wcielony do Francji i uczyniony stolicą departamentu Bouches-de-l'Elbe
- 1813 23 grudnia-30 grudnia - okupanci francuscy rozkazali ludności zaopatrzyć wojsko w prowiant, kto się sprzeciwił, został wygnany z miasta

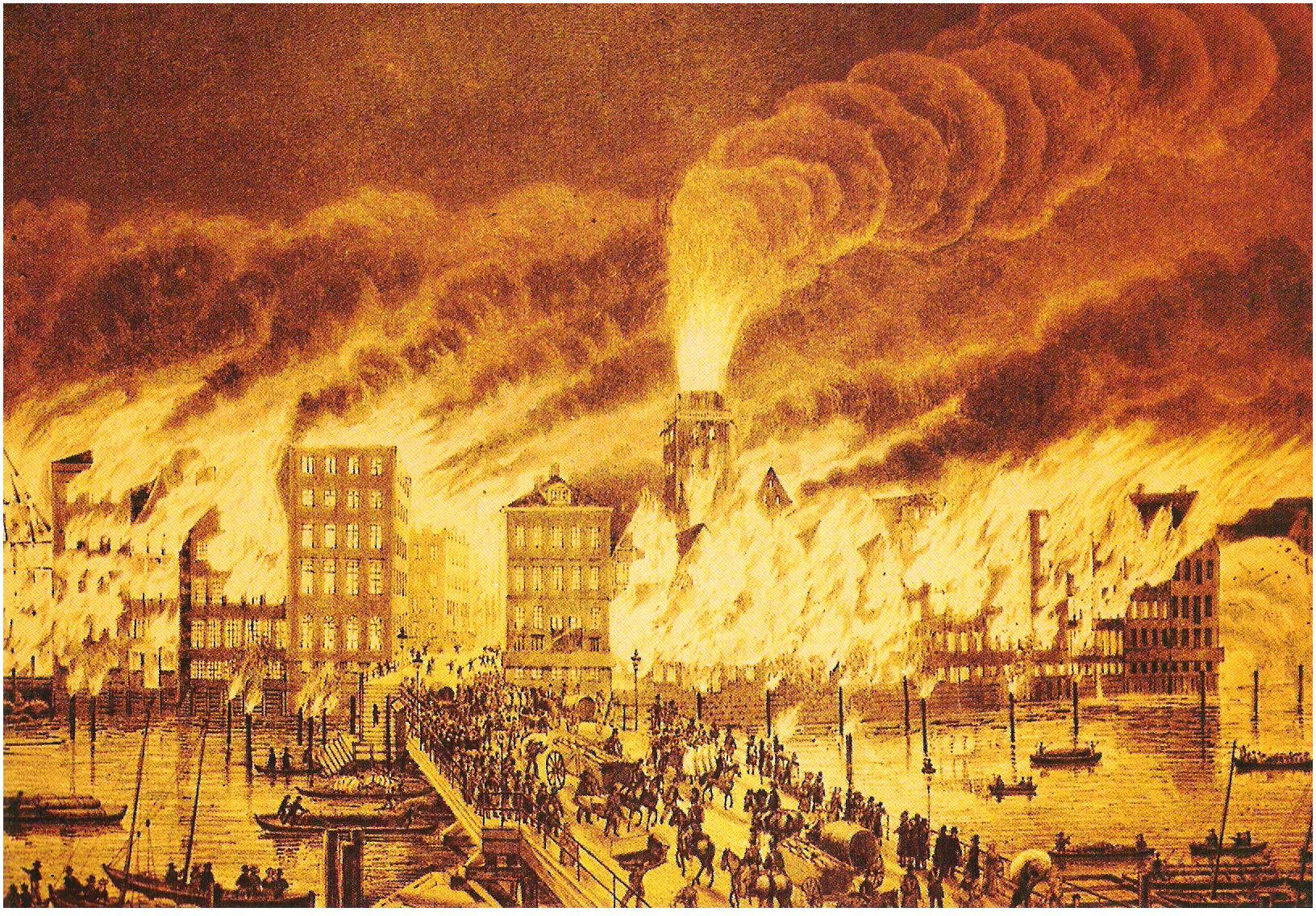
Wielki Pożar w 1842

- 1815 - Hamburg został członkiem Związku Niemieckiego, od 1819 jako wolne i hanzeatyckie miasto
- 1825 - powódź
- 1842 5 maja-8 maja - 1/3 miasta została zniszczona podczas "Wielkiego Pożaru"
- 1888 - Hamburg został członkiem niemieckiej unii celnej
- 1892 - Cholera w Hamburgu
- 1893 - ukończenie budowy i konsekracja Nowej Katedry Mariackiej
- 1897 - ukończenie budowy ratusza

- 1906

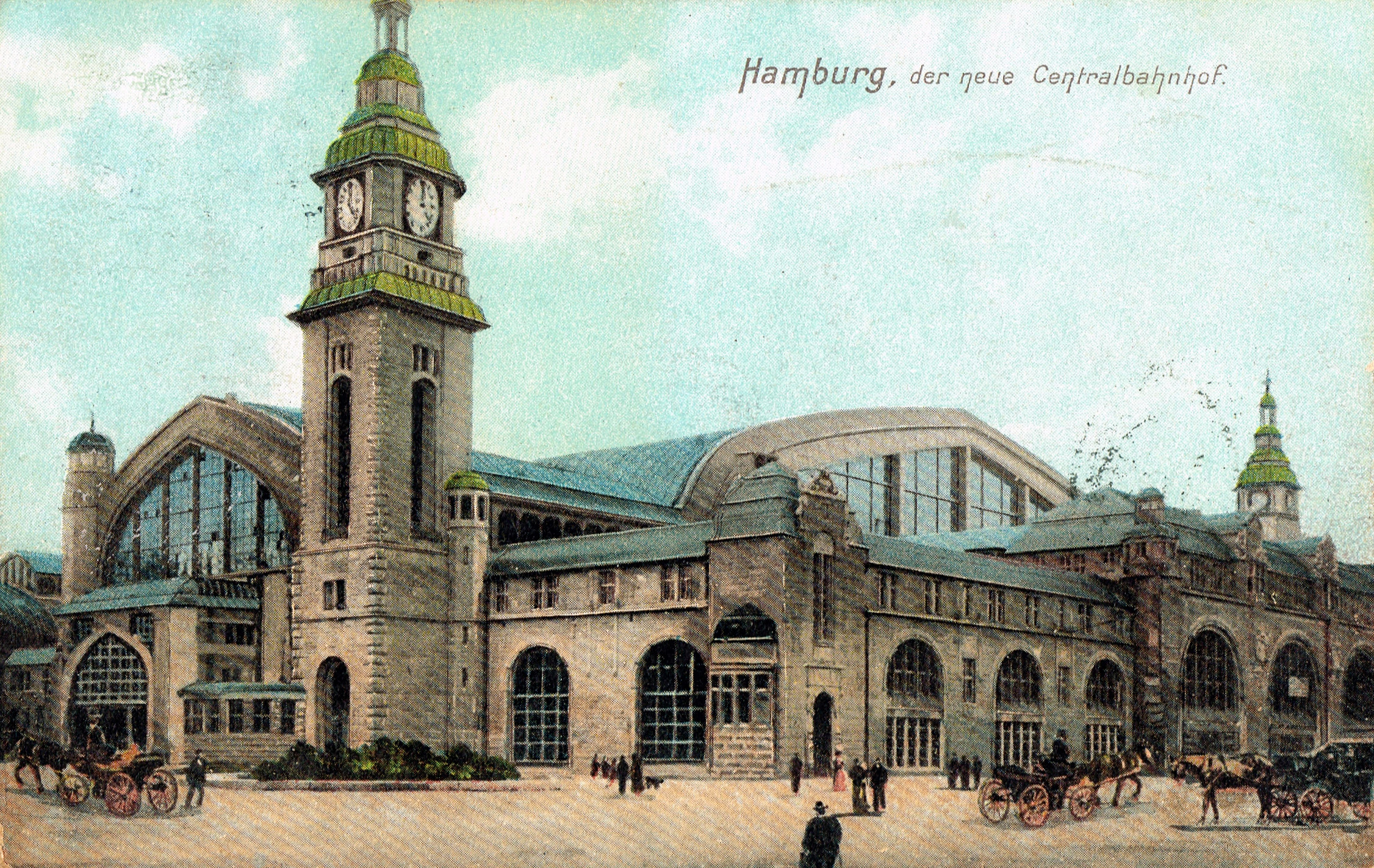
Dworzec główny ok. 1906

  - Kościół Główny św. Michała zniszczony przez pożar
  - otwarcie kolejowego dworca głównego
- 1910 - liczba ludności w Hamburgu przekroczyła milion
- 1918 - została założona Genealogische Gesellschaft Hamburg e.V.
- 1919 - utworzenie polskiej placówki konsularnej w Hamburgu
- 1924 - ukończenie budowy Chilehaus
- 1930 - Olimpiada szachowa, wygrana przez reprezentację Polski
- 1937 - Ustawa o Wielkim Hamburgu, (niem. "Groß-Hamburg-Gesetz") – miasta Altona, Harburg-Wilhelmsburg, Wandsbek i kilka innych pruskich, hamburskich lub lubeckich miejscowości zostało włączonych do Hamburga
- 1938 - w grudniu w dzielnicy Neuengamme powstaje obóz koncentracyjny
- 1939–1945 - II wojna światowa, podczas alianckich nalotów zginęło 55 000 ludzi, połowa budynków mieszkalnych została zniszczona
- 1952 1 lipca - nowa konstytucja hamburska
- 1962 - Wielka Powódź
- 1968 - założenie w Hamburgu Klubu Polskiego w RFN
- 1975 - oddano do użytku Neuer Elbtunnel
- 1995 - zostało założone katolickie Arcybiskupstwo w Hamburgu
- 1996 - Hamburg został siedzibą Międzynarodowego Sądu Morskiego
- 2011 - Zamachu z 11 września 2001 roku dokonali częściowo terroryści wyszkoleni w Hamburgu
- 2017 - w Hamburgu odbył się szczyt G20
- 2023 9 marca - Strzelanina w Hamburgu w jej wyniku zginęło 8 osób, w tym sprawca